# Almindelig rygsvømmer
Den almindelige rygsvømmer (Notonecta glauca) er et 15-16 millimeter langt næbmundet insekt. Den findes oftest i stillestående ferskvand, hvor den kan ses svømme med ryggen nedad. Rygsvømmeren ses ofte hænge i overfladehinden med for- og mellemben og med bagkropsspidsen i kontakt med luften. Den lever af bl.a. vandkalvelarver, haletudser og fiskeyngel.

## Udseende
Den typiske form har lyse halvdækvinger. Kroppen er bådformet og øjnene er store og sorte. Snabelen er kort og kraftig, og dens stik kan være meget smertefuldt.